# 臺南市立太子國民中學

臺南市立太子國民中學，創立於1981年7月，位於中華民國臺南市新營區。

## 校隊

### 籃球隊
本校的女籃隊成立於2013年10月，因隊上14名球員是由山上國中轉學來的，所以依規定被處以球監，102、103學年度當時讀國二、三的球員被禁賽二年，102學年度參加JHBL女子乙級奪得第五名，103學年度奪冠，104學年度首度挑戰甲級勇奪第五名，105學年度隊史首度闖進四強。2015年和南山高中女籃建教合作，成為小小電信。109學年度太子國中女籃決定轉戰JHBL乙級發展。
男籃隊成立於2014年，104學年度參加JHBL男子乙級，105學年度首度和女籃攜手挑戰甲級，也共同首度闖進四強，成為唯一男女籃晉級四強的學校。。最終女籃已季軍作收，男籃奪得冠軍，成為JHBL史上首支首次挑戰甲級就奪冠的男籃隊伍。

### 柔道隊
本校柔道隊成立於102年7月，在王沐錱校長的推動下應運而生!!起初成立人數約十人，設備簡單，但仍努力不懈的訓練，先是奪下台南市冠軍後，並獲得“太子宮”大力支持與“體育署”的設備補助，讓訓練環境大大改善，終於在104年奪下全國中正盃國男組兩面銅牌，隔年拿下105年全國中正盃國女組全國冠軍與亞軍，國男組則奪下季軍，創下小校對抗大校奪下冠軍的佳話，並於“106年全國中等學校運動會”奪下國男組銀牌佳績。

## 外部連結
- 臺南市立太子國民中學 （页面存档备份，存于）